# Lispe leucocephala
Lispe leucocephala este o specie de muște din genul Lispe, familia Muscidae, descrisă de Friedrich Hermann Loew în anul 1856. Conform Catalogue of Life specia Lispe leucocephala nu are subspecii cunoscute.